# Кириченко Віктор Миколайович
Віктор Миколайович Кириче́нко (нар. 28 грудня 1963, Київ) — український художник і педагог; член Спілки радянських художників України з 1990 року. Заслужений художник України з 2006 року.

## Біографія
Народився 28 грудня 1963 року в місті Києві (нині Україна). Син художника Миколи Кириченка, брат художника Івана Кириченка. 1990 року закінчив Київський художній інститут, де навчався зокрема у Андрія Чебикіна; протягом 1991—1994 років навчався у творчих майстернях Академії мистецтв СРСР у Києві в Михайла Дерегуса.
З 1996 року працює в Українській академії мистецтв/Національній академії образотворчого мистецтва і архітектури у Києві: з 2007 року — доцент кафедри графічних мистецтв. Жив у Києві в будинку на вулиці Академіка Корольова, № 4, квартира № 8 та в будинку на бульварі Академіка Вернадського, № 81, квартира 143.

## Творчість
Працює у галузях станкового живопису і станкової графіки. Серед робіт:
графіка
- серія офортів «Меч духовний» (1990);
- серія гуашей «Дивні звичаї наших дідусів» (1990);
- серія гуашей «Непроторені дороги» (2003—2004);

живопис
- «Червоне крісло» (1992);
- «Соло для сплячої» (1992);
- «Народження ночі» (1993);
- «Апостоли Петро і Павло» (1997);
- «Містерії» (2000);
- «Пара» (2005);
- серія «Київ з-під небесся» (від 2008).

Автор статті «Завдання з композиції „Триптих“: Композиційні закономірності та способи систематизації» // «Українська АМ: Дослідницькі та науково-методичні праці» (Київ, 2003, випуск 10).